# Церква Пресвятої Трійці (Драганівка)
Церква Пресвятої Трійці в Драганівці — парафія і храм греко-католицької та православної громад у селі Драганівці Тернопільського району Тернопільської области.

## Історія церкви
Храм був збудований у 1849 році. З 1946 по 1990 рік парафія і церква належали до РПЦ. Наприкінці 1980-х років, після легалізації УГКЦ та УАПЦ, громада розділилася. Парафію УГКЦ було офіційно утворено в 1990 році.
У селі діють такі спільноти: братство Матері Божої Неустанної Помочі, Вівтарна і Марійська дружини. На церковному подвір'ї встановлено два пам'ятні хрести: ювілейний — на честь 1000-ліття Хрещення Руси-України, та місійний, поставлений у 1996 році.
Наразі в селі функціонує також громада ПЦУ (Тернопільського деканату Тернопільсько-Бучацької єпархії) кількістю 419 осіб. Храмом обидві громади користуються почергово. Міжконфесійний конфлікт був врегульований, і церква перебуває у державній власності.

## Парохи
УГКЦ
- о. Констянтин Весна (до 1946),
- о. Олексій Кондро,
- о. Йосафат Говера (1990—1992),
- о. Іван Паславський (1990—1992),
- о. Роман Любомир Кузьменко (з 16 квітня 1992).

ПЦУ
- о. Володимир Простак — нині[1].